# John Schwab
John William Schwab III, noto semplicemente come John Schwab (Pensacola, 15 settembre 1972), è un attore e doppiatore statunitense.
Ha prodotto The Hide con Christopher Granier-Deferre, che ha avuto una nomination al BIFA 2010. È meglio conosciuto per i suoi ruoli cinematografici e televisivi, come l'avvocato Travis Tygart nel film drammatico del 2015 The Program (2015), il giocatore di baseball Lefty Grove nel film drammatico biografico del 2018 Il ricevitore è la spia (2018) e il produttore televisivo Jotham Starr nella miniserie televisiva Dark Money (2019). Ha lavorato in serie televisive britanniche come Doctor Who, Clone, My Dad's the Prime Minister, Hotel Babylon e The Mallorca Files.

## Carriera
Schwab ha fatto la sua prima apparizione nel 1997 come voce statunitense di una tromba vocale nell'iconica serie britannica per bambini Teletubbies. Nel 2005, ha interpretato Owen Bywater, un comandante della base che sorveglia la gabbia di Metaltron con il suo subordinato, De Maggio (Jana Carpenter), nell'episodio di Doctor Who, "Dalek". I suoi altri ruoli televisivi includono Rescue Heroes, My Dad's the Prime Minister, Noel's House Party, Hotel Babylon, Trust, Ultimate Force, Undercover, America's War on Drugs e Monarch of the Glen.
Schwab è stato il narratore della serie televisiva documentaristica di Discovery Channel Weaponology dal 2007 al 2008. Schwab è la voce di Tristan Jackson nella serie animata canadese Elemental Dragons con i colleghi doppiatori Samuel Vincent, Clancy Brown, Andrew Francis, Chiara Zanni, Keith David e Daniel Bacon. Presta la voce a Vinnie, una dura locomotiva della confederazione nel film Thomas & Friends: The Great Race. Dopo il successo di The Great Race, Schwab ha doppiato alcuni personaggi nel film del 2017 Thomas & Friends: Journey Beyond Sodor.
Ha interpretato un arbitro nel film commedia Mr. 3000 (2004), con l'attore comico Bernie Mac. I suoi crediti cinematografici includono Back to Gaya, The Fifth Estate, Zero Dark Thirty, The Anomaly, The Current War, The Program, Jurassic World: Il regno distrutto e Annientamento. 
Presta la voce nei videogiochi Kinect Disneyland Adventures, 'Battlefield 1, Killzone 2 e molti altri. Nel 2011, Schwab ha prestato la voce a Dandelion, a partire dal videogioco The Witcher 2: Assassins of Kings. Schwab appare come giocatore di baseball Lefty Grove nel film biografico The Catcher Was a Spy (2018), con Paul Rudd, Jeff Daniels, Tom Wilkinson e Paul Giamatti. Ha dato la voce a Timo nel film d'animazione I gladiatori di Roma. Nel 2019, è apparso come Jotham Starr, un regista che ha molestato Isaac (Max Fincham) nella miniserie televisiva della BBC One Dark Mon£y.

## Vita privata
Ha incontrato sua moglie, Tamsin, a Seoul dopo la laurea e ha studiato alla Durham University (letteratura inglese, 1993-96). Lui e Tasmin si sposarono nel 1994 e si stabilirono nel Regno Unito. Ha due figli.

## Filmografia parziale
- Mr. 3000, regia di Charles Stone III (2004)
- Zero Dark Thirty, regia di Kathryn Bigelow (2012)
- Annientamento (Annihilation), regia di Alex Garland (2018)
- Jurassic World - Il regno distrutto (Jurassic World: Fallen Kingdom), regia di Juan Antonio Bayona (2018)
- Blood Star, regia di Lawrence Jacomelli (2024)

## Doppiatrici italiane
Nelle versioni in italiano delle opere in cui ha recitato, John Schwab è stato doppiato da:
- Enzo Avolio in Zero Dark Thirty
- Alessandro Serafini in The Diplomat

Da doppiatore è stato sostituito da:
- Andrea Bolognini in Crysis Warhead
- Claudio Moneta in Lego Marvel Super Heroes 2
- Ruggero Andreozzi in Cyberpunk 2077
- Teo Bellia in Il trenino Thomas - Viaggio oltre i confini di Sodor